# Caló
Caló (Espanhol: [kaˈlo]; Catalão: /kəˈlo/; pronúncia em galego: [kaˈlɔ]; português: [kɐˈlɔ]) é uma língua falada pelos Ciganos da Espanha e de Portugal Romani. É uma língua mista referida como Para-Romani língua na linguística Romani) baseada na gramática românica, com um adstratum de itens lexicais do Romani através da mudança de idioma pela comunidade Romani. É frequentemente usado como um argot, uma linguagem secreta para a comunicação discreta entre os Romani ibéricos. As línguas catalã, galega, portuguesa e espanhola  caló são variedades intimamente relacionadas que compartilham uma raiz comum.
O caló espanhol, ou romani espanhol, era originalmente conhecido como  zincaló. Português  caló, ou Romani Português, também atende pelo termo  lusitano-romani; costumava ser referido como  calão, mas esta palavra adquiriu o sentido geral de jargão ou gíria, muitas vezes com uma conotação negativa (cf.  baixo calão, 'obsceno idioma ', lit. baixo nível  calão).

## Fonologia
O caló tem 5 vogais:
|         | Anterior | Central | Posterior |
| ------- | -------- | ------- | --------- |
| Fechada | i        |         | u         |
| Medial  | e̞        | ə       | o̞         |
| Aberta  |          | a       |           |

O caló tem as seguintes consoantes:
|                   | Bilabial | Labiodental | Alveolar | Pós-alveolar | Palatal | Velar | Glotal |
| ----------------- | -------- | ----------- | -------- | ------------ | ------- | ----- | ------ |
| Plosiva           | p b      |             | t d      |              |         | k ɡ   |        |
| Africada          |          |             | t͡s d͡z    | t͡ʃ d͡ʒ        |         |       |        |
| Fricativa         |          | f           | s        | ʃ            |         | x     | h      |
| Nasal Oclusiva    | m        |             | n        |              |         |       |        |
| Aproximante       |          |             | l        |              | j       |       |        |
| Vibrante          |          |             | ɾ        |              |         |       |        |
| Vibrante múltipla |          |             | r        |              |         |       |        |

Características fonológicas notáveis do caló ibérico são:
- a perda da distinção entre aspirado  /pʰ tʰ kʰ tʃʰ/, não aspirado  /p t k tʃ/ e sonoro  /b d ɡ dʒ/.
- a fusão de  /b/ e  /v/ - betacismo.
- africação de /t d/ para /tʃ dʒ/ antes das vogais frontais /i/ e /e̞/ (cf. português brasileiro /ti/, /di/ > [tʃi ~ tɕi], [dʒi ~ dʑi]).

O caló espanhol, ou romani espanhol, era originalmente conhecido como zincaló. O caló português, ou Romani Português, também atende pelo termo lusitano-romani; costumava ser referido como calão, mas esta palavra adquiriu o sentido geral de jargão ou gíria, muitas vezes com uma conotação negativa (cf. baixo calão, 'idioma obsceno', lit. baixo nível calão).

## Distribuição
O caló é falado por um contingente que pode variar entre 60 mil e 150 mil pessoas, a depender das estimativas, principalmente em Espanha e Portugal, mas também por comunidades ciganas de origem ibérica, presentes nos vários países da América Latina (em especial na Argentina, no México, na Colômbia e no Brasil). Há cerca de 700 mil ciganos em Espanha hoje, segundo estimativas oficiais (grande parte deles no Sul, na região da Andaluzia), porém a maioria já não é nómada, nem fala o caló.

## Origem
Não se sabe ao certo de onde veio este idioma, mas é provável que tenha tido origem assim que os ciganos chegaram à Península Ibérica, tendo sido, no entanto, reprimido pelas autoridades reais portuguesas e espanholas, assim como a sua cultura em geral (vista como suspeita e vulgar pelas populações brancas). É a mistura do romani com o português, o galego, o basco, o catalão e especialmente o castelhano.

## Situação atual
- Espanha

Embora no âmbito da União Europeia haja um interesse em preservar as línguas minoritárias, o caló não recebe protecção oficial, pois não é uma língua reconhecida em nenhuma das Regiões Autónomas espanholas, e este é o critério que o governo de Espanha usa para definir uma língua como merecedora de atenção governamental, com legislação e programas de incentivo ao seu uso. Pode-se dizer que a Espanha é um país multinacional, com uma maioria de castelhanos a dividir o país com outras 4 nacionalidades (catalães, galegos, bascos e gitanos), além de comunidades que vieram a estabelecer-se nos anos recentes (sobretudo árabes e berberes de norte d'África, gentes do Leste de Europa e hispânicos), e o caló é ainda um idioma importante (no mínimo 0,1% da população espanhola usa-o).
- Portugal

Em Portugal a situação é semelhante, não havendo inclusividade do dialeto dos ciganos (que são entre 30 mil e 50 mil no país, dos quais cerca de cinco mil falam caló).
Em  caló e outras variedades de Romani,  kalo significa "preto ou" absorvendo toda a luz ", portanto, muito parecido com palavras para "preto" e / ou "escuro" em línguas indo-arianas (por exemplo, Sânscrito काल kāla "preto", "de uma cor escura"). Portanto,  caló e  calé podem ter se originado como exônimos antigos. Por exemplo, o nome do povo Domba, de quem se acredita que agora surgiram os povos Romani, Sinti e Kale, > também implica "pele escura" em algumas línguas indianas..

## Nomenclatura e divisões de dialeto
Três grupos principais de dialetos são distinguidos no que é tecnicamente ibérico  caló, mas mais comumente referido simplesmente como (espanhol)  caló ou Romani espanhol:
- Caló espanhol (em castelhano:   caló español)
- Caló catalão (em catalão:   caló català)
- Occitano caló (em occitano:   caló occitano)
- Caló português (em português:   caló português)

Na linguística Romani moderna, todos são referidos conjuntamente como Romani Ibérico (espanhol:  iberorromaní ou  romaní ibérico ).
Três grupos principais de dialetos são distinguidos no que é tecnicamente ibérico  caló, mas mais comumente referido simplesmente como (espanhol)  caló ou Romani espanhol:
- Caló espanhol (em castelhano:   caló español)
- Caló catalão (em catalão:   caló català)
- Occitano caló (em occitano:   caló occitano)
- Caló português (em português:   caló português)

Na linguística Romani moderna, todos são referidos conjuntamente como Romani Ibérico (espanhol:  iberorromaní ou  romaní ibérico 
Compare com uma versão em espanhol:
 Quando uma grande multidão se reuniu e as pessoas de cada cidade foram a Jesus, Ele lhes falou em uma parábola. «Um agricultor saiu para semear a sua semente. Ao semear alguns caíram na estrada; foram pisoteados e comidos pelos pássaros do céu. Outras sementes caíram na rocha, assim que cresceram secaram porque não tinham umidade. Outros caíram entre os espinhos, e os espinhos cresceram com eles e os sufocaram. Outros caíram em terreno bom; eles cresceram e deram frutos, cem vezes mais. " Depois de dizer essas coisas, gritou: «Quem tem ouvidos para ouvir, ouça!!»

## Empréstimos

### Espanhol
Muitos termos caló foram emprestados em espanhol (especialmente como gíria ismos e coloquialismo s), geralmente por meio de  letras de flamenco e jargão criminal (germanía) .
Os exemplos são  gachó / gachí ("homem / mulher", de  gadji  ("roubar"),  nanay ("de jeito nenhum, não há"),  chorizo ("ladrão") ,  achantar ("para ficar intimidado"),  stomp ("para apelar"),  deslizar ("para apelar"), { {lang | es | achanta la muí}} ("cale a boca"),  funk ou  cangueli ("medo"),  cañí  ("Pessoa Romani"),  calé ("Pessoa Romani"),  caló ("língua do  Couve Ibérica") ,  calas ("dinheiro"),  curda ("embriaguez"),  payo [[[Wikipédia:Livro de estilo/Cite as fontes|<span title="Esta afirmação precisa de uma referência para confirmá-la desde maio de 2020} } <! - payo não é de caló. -> ("pessoa não cigana"),  menda ("eu") e  galochi ("coração").
algumas palavras sofreram uma mudança de significado no processo:  camelar ( etimologicamente relacionado a sânscrito  kāma , "amor, desejo" ) em coloquial espanhol tem o significado de "cortejar, seduzir, enganar pela adulação" (mas também "amar", "desejar"; embora este sentido tenha caído em desuso), no entanto, em caló, corresponde mais aos significados espanhóis de  querer ("querer" e "amar"). além disso,  camelar e o substantivo  camelo também podem significar "mentira" ou "con".
caló também parece ter influenciado o quinqui, a língua de outro grupo ibérico de viajantes que não são etnicamente romani.

### catalão
em menor extensão do que em espanhol, os termos caló também foram adaptados para o catalão como gíria ismos e coloquialismo s, a maioria dos quais foram retirados da gíria espanhola.
os exemplos são  halar (pronunciado / həˈla / ou / xəˈla /; "comer"),  xaval ("menino"),  dinyar (-la) ("morrer"),  palmar (-la) ("morrer"),  cangueli ("medo"),  paio ("pessoa não romani"),  caler ("dinheiro"),  caló ("língua dos roma"),  cangrí ("prisão"),  pispar ("cortar") ,  birlar ("to steal"),  xorar ("to steal"),  mangar ("to steal"), { {lang." style="color:gray">carece de fontes]]?] ("gostar"),  pringar ("misturar  sb , exagerar"),  pirar (- se) ("partir, tornar-se escasso"),  sobar ("dormir"),  privar ("beber, beber"),  xusma [carece de fontes?] ("pleb"),  laxe ("vergonha"),  catipén ("fedor"),  xaxi ("excelente, genuíno"),  xivar-se ("denunciar  sb , gritar"), { {lang | ca | xivato}} ("informante"),  xinar (-se) ("ficar chateado"),  fer el llonguis (lit. "Faça um longo" fig. "fingir ser grosso / lento") e  potra ("sorte").

### Português
Há um pequeno número de palavras de origem Caló (Calão) e muitas delas são empréstimos indiretos, emprestados via espanhol.
Os exemplos geralmente compreendidos pela maioria ou todos os falantes de português incluem gajo (pronuncia-se [ˈgaʒu], "man, dude", primarily in Portugal), chavalo ("lad, young boy"), baque ([ˈbaki], [ˈbakɨ], generally "impact", but in this sense "sudden happiness")bagunça ([bɐˈgũsɐ], "mess"), pechincha ([pɪˈʃĩʃɐ], [pɨˈʃĩʃɐ], "bargain, haggled"), pileque ([piˈlɛki], [piˈlɛk(ɨ)], "drunkenness"), chulé ("bad smell of feet), pirar-se ("to leave"), pirado and chalado ("crazy").

## Amostra de texto
Caló (Pai Nosso - Lucas 11: 2-4)
2.	Y les penó: Pur manguelareis, penelad: Amaro Dada, oté andré o Tarpe, majarificable sinele tun nao. Abillele tun chim. Sinele querdi tun pesquital andré a jolili, sasta andré o Tarpe.
3.	Diñamangue achibes amaro manro de cada chibes.
4.	Y amangue ertina amarias visabas, andiar sasta mu ertinamos á os sares, sos debisarelen amangue buchi. Y na enseeles amangue andré o chungalo y choro.
Outra versão Caló
2.	Y les penó: Pur manguelareis, penelad: Batu nonrro, sos sabocas oté andré o Tarpe, majarificable sinele tiro nao. Abillele tiro clajita. Sinele querdi tiro pesquital opré yi pu, sasta andré o Tarpe. 3.	Diñamangue cata chibes o manro de que terelamos brajáta.
4.	Ta estomanos nonrres crejete, andiar sasta estomamos á nonrres bisaores. Ta na lanelanos andré pajanbo; tama listrabanos de saro bastardo.<ref>[Criscote e Majaró Lucas 1872 (Caló)},/ref]
Romani dos Cárpatos
2.	Ov lenge phenďa: “Sar pes modľinen, phenen: ‘Dado [amaro, savo sal andro ňebos], mi el pošvecimen tiro nav, mi avel tiro kraľišagos, [mi ačhel pes tiri voľa, avke sar andro ňebos, avke the pre phuv!]
3.	De amen adadžives o maro, so amenge kampel sako džives!
4.	Odmuk amenge amare bini avke, sar the amen odmukas olenge, ko kerel bini pre amende. A ma domuk, hoj te avas cirdle andro binos, [ale le amendar le nalačhes].’ ”
Espanhol 
2.	Él les dijo: —Cuando oréis, decid: »Padre nuestro que estás en los cielos, santificado sea tu nombre. Venga tu Reino. Hágase tu voluntad, como en el cielo, así también en la tierra.
3.	El pan nuestro de cada día, dánoslo hoy.
4.	Perdónanos nuestros pecados, porque también nosotros perdonamos a todos los que nos deben. Y no nos metas en tentación, mas líbranos del mal.
Português
2. E disse-lhes: Quando orardes, dizei: Pai nosso que estás nos céus, santificado seja o teu nome. Venha o teu reino. Seja feita a tua vontade, como no céu e na terra.
3. Dê-nos o pão de cada dia.4. E perdoe nossos pecados; pois nós também perdoamos todo aquele que nos deve. E não nos deixes cair em tentação; mas livrai-nos do mal.